# François-Joseph-Philippe de Riquet
François Joseph Philippe de Riquet, principe di Chimay, ma noto anche come Conte di Caraman (Parigi, 21 settembre 1771 – Tolosa, 2 marzo 1843), è stato un nobile francese.

## Biografia

### Infanzia e giovinezza
Nato a Parigi dalla nobile famiglia Riquet, emigrò durante la rivoluzione francese, tornò durante il primo impero francese e ricevette il titolo di chef de cohorte da Napoleone. Egli era l'ottavo figlio dei suoi genitori (il terzo maschio), e sia la famiglia materna (i principi Hénin-Liétard) che paterna (i marchesi di Caraman) avevano avuto politici e militari importanti.

### Matrimonio
Il 22 agosto 1805 sposò Teresa Cabarrus, ex moglie di Jean-Lambert Tallien. Sua moglie era allora famosissima per essere stata decisiva per la fine del regime del Terrore durante la rivoluzione francese (con la caduta di Robespierre).

### Carriera
Dopo la restaurazione, venne promosso da Luigi XVIII a colonnello di cavalleria e lieutenant de louveterie. Venne inoltre insignito dell'Ordine di San Luigi. 
Dal 22 agosto del 1815 fu deputato nel collegio del dipartimento delle Ardenne. Era nel gruppo di minoranza della cosiddetta Chambre introuvable e non si candidò nuovamente alle elezioni indette in seguito allo scioglimento della camera il 5 settembre 1816.
Divenne nel 1820 membro della Eerste Kamer, la camera alta dei Paesi Bassi. Nel 1824 entrò a far parte della nobiltà del regno, ricevendo il titolo di principe di Chimay (già dello zio materno, ultimo dei principi Hénin-Liétard di Chimay) da re Guglielmo I.. I Re del Belgio non solo gli confermarono il titolo nel 1834 ma concederanno poi a tutti i suoi discendenti maschi il titolo di principi di Caraman, poi Caraman-Chimay (decreti del 1856 e 1869, dal 2007 esteso anche alle donne della famiglia).

### Morte
François-Joseph-Philippe de Riquet morì a Tolosa il 2 marzo 1843. È sepolto con la moglie Teresa nella cripta della chiesa collegiata dei Ss Pietro e Paolo di Chimay.

## Discendenza
Dal matrimonio con Teresa Cabarrus nacquero:
- Joseph Philippe (1808-1886), XVII principe di Chimay, principe di Caraman
- Michel Gabriel Alphonse Ferdinand (1810-1865) - padre di Marie-Clotilde-Élisabeth Louise de Riquet
- Marie Auguste Louise Thérèse Valentine (1815-1876)